# Portillo de Gilimón

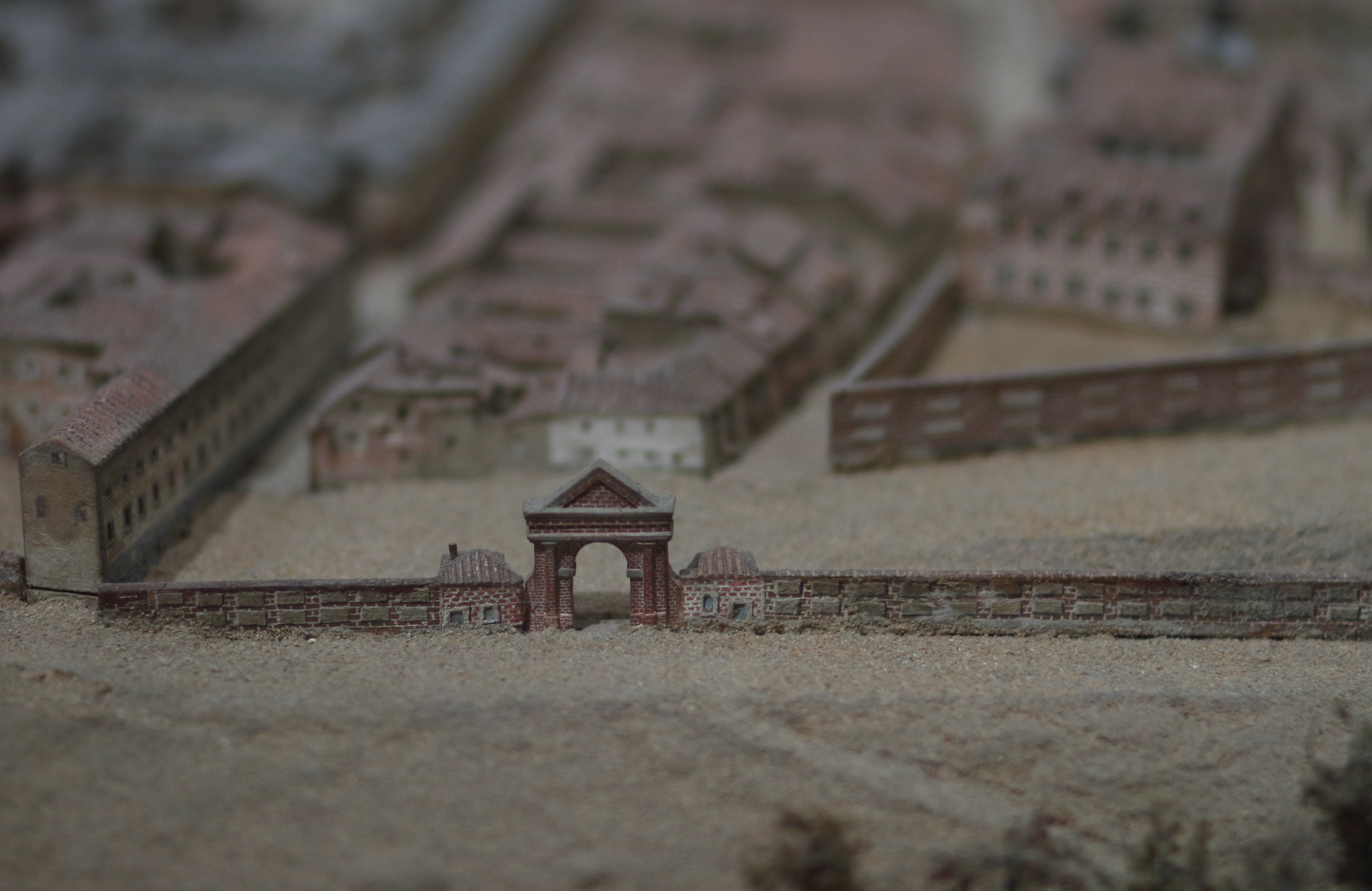
Portillo de Gil Imón en la Maqueta Histórica de Madrid de 1830 realizada por León Gil de Palacio

El portillo de Gil Imón (Gilimón o Gil Ymón) fue una pequeña puerta de acceso a la muralla de Madrid, al final de la calle de San Bernabé, en la explanada popularmente conocida como Campillo de Gilimón, entre la ronda de Segovia y la calle del Águila, cerca de San Francisco. Desapareció en el siglo XIX.
Tomó su nombre de Baltasar Gil Ymon de la Mota, juez y caballero de Santiago.

## Historia
El portillo de Gil Imón estaba compuesto por un arco de medio punto con un frontispicio triangular sobre dicho arco y una pilastra a cada lado. La fachada se encontraba mirando casi al mediodía. Galdós lo sitúa al final de la calle del Rosario, junto a la antigua cerca de Felipe IV. El conjunto del campillo y su arquitectura aparecen en una pintura de principios del siglo XX realizada por José Sancha recreando el lugar.
Tomó su nombre del licenciado Baltasar Gil Ymon de la Mota, vecino y propietario de unas casas y solares en esa zona. Fue fiscal del Consejo Real de Castilla y presidente de Hacienda en 1622, y en su recuerdo se bautizaron más tarde una calle y su travesía, en la zona referida del campillo de Gil Imón.
En su documentado estudio titulado Las calles de Madrid, los eruditos Peñasco y Cambronero dan noticia de la existencia de una fuente del viaje de agua del bajo Abroñigal junto al portillo. Anotan también que Gil Imón vivía «al parecer» en la calle Mayor y que era propietario de la explanada del Campillo y los terrenos colindantes, que como portilllo de Gil Imón aparecen en el plano de Espinosa de 1769.
Del portillo de Gil Imón partían a mediados del siglo XIX las diligencias de la Compañía Real de Diligencias Peninsulares, según puede leerse en el estudio de José Álvarez Sierra titulado Geografía Médica de Chamartín de la Rosa, premiado por la Academia Nacional de Medicina y publicado en 1933.

## En la literatura
Benito Pérez Galdós lo menciona en varias de sus obras. Por la trascendencia de la novela puede valer como referencia este pasaje de Fortunata y Jacinta (1887):
Siguió ella tras el entierro, y al llegar a la parte baja de la calle de Toledo, tomó a la derecha por la calle de la Ventosa y se fue a la explanada del portillo de Gilimón, desde donde se descubre toda la vega del Manzanares. Harto conocía aquel sitio, porque cuando vivía en la calle de Tabernillas, íbase muchas tardes de paseo a Gilimón, y sentándose en un sillar de los que allí hay, y que no se sabe si son restos o preparativos de obras municipales, estábase largo rato contemplando las bonitas vistas del río. Pues lo mismo hizo aquel día. El cielo, el horizonte, las fantásticas formas de la sierra azul, revueltas con las masas de nubes, le sugerían vagas ideas de un mundo desconocido, quizás mejor que este en que estamos; pero seguramente distinto. El paisaje es ancho y hermoso, limitado al Sur por la fila de cementerios, cuyos mausoleos blanquean entre el verde oscuro de los cipreses. Fortunata vio largo rosario de coches como culebra que avanzaba ondeando; y al mismo tiempo otro entierro subía por la rampa de San Isidro, y otro por la de San Justo. Como el viento venía de aquella parte, oyó claramente la campana de San Justo que anunciaba cadáver.